# 葛城山田瑞子
葛城山田 瑞子（かずらき の やまだ の みつこ）は、日本古代の豪族。6世紀中葉の児島屯倉の田令（たつかい）。姓は直。

## 経歴
葛城山田氏については、『新撰姓氏録』摂津国未定雑姓に「葛城直」があり、「天神立命之後也」とある。「山田」は居住地域の地名と推定される。
『日本書紀』巻第十九によれば、欽明天皇17年秋7月（556年）、蘇我大臣稲目宿禰（そが の おおおみ いなめ の すくね）たちが備前の児嶋郡（こじまのこおり）に遣わされて、児島屯倉が設置されたが、稲目と共に田令として派遣されたのが瑞子である。児島屯倉については諸説あるが、現在の岡山県児島半島北東部にあたるとする説が有力で、同じ岡山県の白猪屯倉の一部とする説もある。
同年の冬10月、稲目は倭国高市郡（たけちのこおり）の韓人大身狭屯倉（からひとのおおむさのみやけ）、高麗人小身狭屯倉（こまびとのおむさのみやけ）の設置に関与しており、同月には紀国に海部屯倉（あまのみやけ）が置かれている。前年には稲目主導で白猪屯倉が設置されており、これらとの関連性が考えられる。すなわち、屯倉の経営における蘇我氏の指導力と、大陸からの渡来人が果たした役割の大きさであり、屯倉が地方支配のための軍事的役割をも併せ持つ、ということである。
欽明天皇30年（569年）には、百済系帰化人である白猪胆津が瑞子の副（すけ、副官）となったという。